# South32
South32 — австралийская горнодобывающая компания. Была образована в 2015 году отделением части активов BHP Billiton. Ведёт добычу руд алюминия, никеля, меди, серебра, марганца, а также угля в Австралии, ЮАР, Мозамбике, Бразилии, Колумбии и Чили.

## История
В 2001 году произошло слияние австралийской компании BHP и южноафриканской Billiton а крупнейшую в мире горнодобывающую группу BHP Billiton. В 2015 году было принято решение отделить часть активов, большинство из которых ранее принадлежали Billiton, в самостоятельную компанию South32. Акционеры BHP Billiton на каждую свою акцию получили по одной акции новой компании.

## Деятельность
В 2021/22 финансовом году компанией было произведено 992 тыс. т алюминия, 25,3 тыс. т меди, 13,2 тыс. унций серебра, 120,6 тыс. т свинца, 64,5 тыс. т цинка, 41,7 тыс. т никеля, 5,7 млн т угля, 5,4 млн влажных тонн марганцевой руды.
Подразделения по состоянию на 2022 год:
- Worsley Alumina — добыча бокситов и производство оксида алюминия в Западной Австралии, доля 86 %, 15 % выручки;
- Brazil Alumina — добыча бокситов и производство оксида алюминия в Бразилии, доля 33 %, 5 % выручки,
- Brazil Aluminium — выплавка алюминия в Бразилии, доля 40 %, завод был закрыт с 2015 по 2022 год;
- Hillside Aluminium — выплавка алюминия в ЮАР, доля 100 %, 22 % выручки;
- Mozal Aluminium — выплавка алюминия в Мозамбике, доля 63,7 %, 8 % выручки;
- Sierra Gorda — добыча меди в Чили, доля 45 %, 2 % выручки;
- Cannington — добыча серебра, свинца и цинка на шахте Каннингтон в Квинсленде (Австралия), доля 100 %, 7 % выручки;
- Hermosa — геологоразведка в США;
- Cerro Matoso — никелевая шахта в Колумбии и завод по производству ферроникеля, доля 100 %, 8 % выручки;
- Illawarra Metallurgical Coal — добыча металлургического угля в штате Новый Южный Уэльс (Австралия), доля 100 %, 22 % выручки;
- Australia Manganese — карьер по добыче марганцевой руды на Северных территориях (Австралия), доля 60 %, 8 % выручки;
- South Africa Manganese — карьер и шахта по добыче марганцевой руды, а также завод по выплавке марганцевых сплавов в ЮАР, доля 44,4 %, 4 % выручки.

В списке крупнейших публичных компаний мира Forbes Global 2000 за 2023 год South32 заняла 988-е место.